# Машанский, Фёдор Исаакович
Фёдор Исаакович Машанский (14 февраля 1896—1991) — советский нейрохирург, учёный-медик, организатор здравоохранения, доктор медицинских наук, профессор.
Заведующий Ленгорздравотделом во время Блокады Ленинграда.

## Биография
Родился 14 февраля (по старому стилю) 1896 года в еврейской семье в Сураже Черниговской губернии.
6 июня 1912 года окончил полный курс учения в Сарапульском городском 4-х классном училище Вятской губернии. 17 октября 1913 года в Пермской мужской имени Императора Александра I Благословенного гимназии выдержал дополнительное испытание по латинскому языку на звание аптекарского ученика. С 31 декабря 1913 по 20 августа 1915 года — аптекарский ученик в Пермской вольной нормальной аптеке провизора Либера, с 1 октября 1915 по 12 января 1916 года — аптекарский ученик в Сарапульской нормальной вольной аптеке провизора Феофилактова.
12 января 1916 года призван на действительную военную службу по мобилизации, в 1915—1916 годах служил в запасном батальоне в Глазове. С 1 июня 1916 по 31 августа 1916 года — аптекарский ученик в аптеке провизора Грахе в Казани. 13 сентября 1916 года в медицинском факультете Императорского Казанского университета утверждён в степени аптекарского помощника.
С 8 октября 1916 по 5 ноября 1916 года — аптекарский помощник в Пермской нормальной вольной аптеке провизора Флягина, с 5 ноября 1916 по 6 апреля 1917 года — аптекарский помощник в Покровской аптеке провизора Краковского в Перми, с 26 апреля 1917 по 3 августа 1917 года — аптекарский помощник в Екатеринбургской нормальной вольной аптеке провизора Гоштейна. В 1917—1919 годах работал в аптеках Казани, Перми, Харбина, Владивостока. В 1920—1921 годах — в Шанхае, затем в Чите. Член РКП(б) с 1920 года.
С 1922 года жил в Петрограде, в 1924—1929 годах — заведующий Петроградским райздравотделом. Окончил 1-й Ленинградский медицинский институт в 1928 году.
С 1929 года работал в Травматологическом институте, с октября 1931 года — его директор. В 1938 году защитил докторскую диссертацию на тему «Хирургическое лечение некоторых форм экстрапирамидных гиперкинезов операциями на проводящих путях спинного мозга».
В годы Великой Отечественной войны, в апреле 1942 года, назначен заведующим Ленгорздравотделом Ленинграда. Одновременно продолжал руководить институтом, его нейрохирургическим отделением и с 1944 года читал лекции на кафедре редких болезней 1-го ЛМИ.
За работу в годы войны награждён орденами Трудового Красного Знамени (1944) и Орденом Отечественной войны I степени (1945), медалями «За оборону Ленинграда» и «За победу над Германией».

В тяжёлые месяцы Блокады Ленинграда благодаря его неутомимой энергии и опыту была быстро восстановлена и расширена сеть лечебных учреждений.
Многие тысячи ленинградцев были спасены от смерти в результате мероприятий органов здравоохранения под его руководством.
Непосредственно руководил противоэпидемическими мероприятиями и обеспечил успешную борьбу с инфекционными заболеваниями в тылу Ленинградского фронта.
Работал одновременно как высококвалифицированный нейрохирург. Спас не одну сотню раненых бойцов и командиров.
— из наградного листа на Орден Отечественной войны I степени, 1945 год
В июне 1949 г. в связи с «борьбой с космополитизмом» и «ленинградским делом» уволен, уехал в Новосибирск, затем находился на преподавательской работе в вузах Ленинграда.
С 1955 г. заведующий нейрохирургическим отделением Ленинградского научно-исследовательского психоневрологического института им. Бехтерева.
Избирался депутатом Верховного Совета РСФСР 2-го созыва.
Умер в 1991 году.
Сын — физиолог, доктор биологических наук, профессор Виктор Фёдорович Машанский.

## Труды
- Краткий курс техники операций на периферической и центральной нервной системе / А. Л. Поленов, И. С. Бабчин, Ф. И. Машанский; под ред. А. Л. Поленова. — М.; Л.: БИОМЕДГИЗ, 1937. — 302 с.

Редактор восьмитомного издания: Работы ленинградских врачей за годы Великой Отечественной войны / Отв. ред. проф. Ф. И. Машанский. — Л.: Гос. изд. мед. лит., Ленингр. отд., 1942—1946. — 8 т.;
- Вып. 8: Гипертоническая болезнь / В. Г. Гаршин, С. Л. Гаухман, Ф. И. Машанский. Ред. С. В. Висковский. — 1946. — 143 с.
- Вып. 7: Гипертоническая болезнь. — 1945. — 153 с.
- Вып. 6: Инфекции. Авитаминозы. — 1945. — 158 с.
- Вып. 5: Алиментарная дистрофия, туберкулез / Отв. ред. проф. М. В. Черноруцкий. — 1944. — 135 с.
- Труды Первой общегородской конференции хирургов гражданских учреждений Ленинграда 19-20 сентября 1942 г. [Текст]. — Л.: Гос. изд. мед. лит., Ленингр. отд., 1943. — 94 с. — (Работы ленинградских врачей за год Отечественной войны / Отв. ред. проф. Ф. И. Машанский; Вып. 4).
- Вып. 3: Сборник статей. — 1943. — 150 с.
- Вып. 2: Сборник статей. — 1942. — 125 с.
- Вып. 1: Сборник статей. — 1942. — 100 с.

Автор воспоминаний:
- Машанский Ф. И. Суровый экзамен // Листки блокадного календаря. Вып. 1. Л., 1988. С. 6—65.

## Награды
- орден Красной Звезды (17.04.1940) — «за успешную работу и проявленную инициативу по укреплений обороноспособности нашей страны»
- орден Трудового Красного Знамени (1944)
- орден Отечественной войны I степени (1945)
- медали «За оборону Ленинграда» и «За победу над Германией»